# Deborah Scanzio
Deborah Scanzio (* 25. Dezember 1986 in Faido) ist eine Schweizer Freestyle-Skierin. Sie ist auf die Buckelpisten-Disziplinen Moguls und Dual Moguls spezialisiert. Bis 2014 startete sie für Italien.

## Biografie
Scanzio wuchs im Dorf Piotta in der Leventina auf und erlernte als Zweijährige das Skifahren in Airolo. Im Alter von zehn Jahren begann sie Buckelpistenrennen zu fahren. Da der Schweizer Skiverband ihre Sportart damals nicht förderte, ging sie für Italien an den Start. Ab Februar 2002 nahm sie am Europacupt teil. Ihr Weltcup-Debüt hatte sie am 1. Dezember 2002 in Tignes, wo sie Platz 33 erreichte. Den ersten Weltcuppunkt gewann Scanzio zwei Wochen später mit Platz 30 in Madonna di Campiglio. Ihre erste Top-10-Platzierung erzielte sie am 25. Februar 2005 in Voss. Bei den Olympischen Winterspielen 2006 schaffte sie mit Platz 9 das bis dahin beste Ergebnis ihrer Karriere. Im März 2006 gewann sie bei den Juniorenweltmeisterschaften die Silbermedaille im Dual-Moguls-Wettbewerb.
Am 5. Februar 2007 wurde Scanzio Zweite im Moguls-Wettbewerb von La Plagne und stand somit im Weltcup erstmals auf dem Podest. Bei den Weltmeisterschaften 2007 in Madonna di Campiglio gewann sie die Moguls-Bronzemedaille, hinter den Kanadierinnen Kristi Richards und Jennifer Heil. Im Winter 2007/08 fuhr sie im Weltcup zweimal auf den zweiten Platz, was in der Moguls-Disziplinenwertung den neunten Rang ergab. 2009 und 2010 gelangen ihr mehrere Platzierungen unter den besten zehn, bei den Olympischen Winterspielen 2010 klassierte sie sich als Zehnte. In der Saison 2010/11 zwei weitere Top-10-Platzierungen hinzu.
Nach zwei durchzogenen Wintern näherte sich Scanzio in der Saison 2013/14 wieder der Weltspitze. Sie qualifizierte sich für die Olympischen Winterspiele 2014, wo sie den elften Platz erzielte. Nach Saisonende entschloss sie sich dazu, für die Schweiz zu starten. Bei zehn Weltcupteilnahmen in der Saison 2014/15 fuhr sie siebenmal unter die Top 10 und bei den Weltmeisterschaften 2015 klassierte sie sich im Moguls-Wettbewerb auf dem siebten Platz. Nach einem eher verhaltenen Beginn der Saison 2015/16 gelang ihr am 28. Februar 2016 im Dual-Moguls-Wettbewerb von Tazawako der bisher einzige Weltcupsieg. In der Weltcupsaison 2016/17 konnte Scanzio nur einmal unter die besten zehn vorstoßen. Hingegen schaffte sie bei den Weltmeisterschaften 2017 auf Platz 6 (Dual Moguls) bzw. Platz 8 (Moguls).

## Erfolge

### Olympische Spiele
- Turin 2006: 9. Moguls
- Vancouver 2010: 10. Moguls
- Sotschi 2014: 11. Moguls
- Pyeongchang 2018: 21. Moguls

### Weltmeisterschaften
- Ruka 2005: 12. Moguls, 17. Dual Moguls
- Madonna di Campiglio 2007: 3. Moguls, 11. Dual Moguls
- Inawashiro 2009: 12. Moguls, 14. Dual Moguls
- Deer Valley 2011: 16. Moguls, 16. Dual Moguls
- Voss 2013: 15. Moguls, 20. Dual Moguls
- Kreischberg 2015: 7. Moguls, 19. Dual Moguls
- Sierra Nevada 2017: 6. Dual Moguls, 8. Moguls

### Weltcupwertungen
| Saison  | Gesamt | Gesamt | Moguls | Moguls | Dual Moguls | Dual Moguls |
| Saison  | Platz  | Punkte | Platz  | Punkte | Platz       | Punkte      |
| ------- | ------ | ------ | ------ | ------ | ----------- | ----------- |
| 2003/04 | 88.    | 5      | 28.    | 68     | –           | –           |
| 2004/05 | 74.    | 7      | 25.    | 79     | –           | –           |
| 2005/06 | 96.    | 6      | 30.    | 65     | –           | –           |
| 2006/07 | 45.    | 15     | 18.    | 132    | 13.         | 122         |
| 2007/08 | 26.    | 30     | 9.     | 295    | –           | –           |
| 2008/09 | 62.    | 14     | 17.    | 130    | –           | –           |
| 2009/10 | 30.    | 22     | 10.    | 243    | –           | –           |
| 2010/11 | 44.    | 20     | 12.    | 225    | –           | –           |
| 2011/12 | 140.   | 3      | 33.    | 34     | –           | –           |
| 2012/13 | 172.   | 3      | 32.    | 36     | –           | –           |
| 2013/14 | 54.    | 21     | 10.    | 229    | –           | –           |
| 2014/15 | 25.    | 32,67  | 7.     | 294    | –           | –           |
| 2015/16 | 37.    | 33,25  | 9.     | 266    | –           | –           |
| 2016/17 | 88.    | 13,91  | 21.    | 153    | –           | –           |

### Weltcupsiege
Scanzio errang im Weltcup bisher 4 Podestplätze, darunter 1 Sieg:
| Datum            | Ort      | Land  | Disziplin   |
| ---------------- | -------- | ----- | ----------- |
| 28. Februar 2016 | Tazawako | Japan | Dual Moguls |

### Juniorenweltmeisterschaften
- Krasnoe Ozero 2006: 2. Dual Moguls, 13. Moguls

### Weitere Erfolge
- 3 Podestplätze im Europacup, davon 2 Siege
- 1 Podestplatz im Australian New Zealand Cup
- 2 italienische Meistertitel (Dual Moguls und Moguls 2013)
- 3 Schweizer Meistertitel (Moguls 2014, 2015, 2016)